# Quận 4
Quận 4 (Nederlands: District 4) is een van de negentien quận van Ho Chi Minhstad. Quận 4 ligt in het centrum van Ho Chi Minhstad aan de westelijke oever van de Sài Gòn.

## Bestuurlijke eenheden
Quận 4 is onderverdeeld in meerdere bestuurlijke eenheden. Wat opvalt, is dat de Phường genummerd zijn, maar dat een aantal nummers zijn overgeslagen.
- Phường 1
- Phường 2
- Phường 3
- Phường 4
- Phường 5
- Phường 6
- Phường 8
- Phường 9
- Phường 10
- Phường 12
- Phường 13
- Phường 14
- Phường 15
- Phường 16
- Phường 18